# Casa Quintana (Arenys de Mar)
La casa Quintana és un edifici d'Arenys de Mar inclòs en l'Inventari del Patrimoni Arquitectònic de Catalunya.

## Descripció
La casa que fa cantonada, té tres plantes i és situada a una recolzada del Rial. La composició és simètrica en ambdues façanes amb portal, balcó i finestra emmarcats amb pedra. Els dos portals tenen la llinda arquejada. Posseeix un ampli jardí que dona al carrer del Bisbe Pasqual i té una visió de la zona posterior de l'Església. És una casa d'un cos en una zona on la vorera del rial s'eixampla, degut a estar retirada l'alineació de façanes, la qual cosa dona una àmplia perspectiva a les obertures de la façana est. Les seves obertures són les típiques de les cases del segle xviii.

## Història
Aquesta casa era l'habitatge de la família Quintana a la vila, però actualment s'ha convertit en una segona residència i s'ha obert un petit comerç de mobles vells al seu interior.